# Đền Mẫu Âu Cơ
Đền mẫu Âu Cơ là nơi thờ Mẹ Âu Cơ, được xây dựng từ thời Hậu Lê, nằm trên địa phận xã Hiền Lương, huyện Hạ Hòa, tỉnh Phú Thọ, Việt Nam.

## Lịch sử
Âu Cơ có lần đã đến vùng đất khi đó là trang Hiền Lương, huyện Hạ Hòa, phủ Lâm Thao, trấn Sơn Tây và cho các con cháu khai hoang, lập ấp, dạy dân cấy lúa, trồng dâu, nuôi tằm, dệt vải. Khi trang ấp ở Hiền Lương đã ổn định, phát triển, bà Âu Cơ lại cùng các con cháu đi khai phá các vùng đất mới. Sau này, bà đã quyết định trở về sống với Hiền Lương, nơi gắn bó nhất với cả cuộc đời bà. Tương truyền, ngày 25 tháng 12 năm Nhâm Thìn, Bà Âu Cơ cùng bày tiên nữ đã bay về trời để lại dưới gốc đa một dải yếm lụa. Sau này, nhân dân trong vùng đã dựng lên một ngôi miếu thờ phụng, đời đời hương khói tưởng nhớ công ơn của bà đối với toàn dân tộc Việt Nam.
Dưới triều vua Lê Thánh Tông năm 1465, vua đã ra chiếu chỉ phong thần, cấp tiền, xây dựng thành Đền Mẫu Âu Cơ như ngày nay, giao cho nhân dân xã Hiền Lương thờ phụng. Thế kỷ 15, triều đình Hậu Lê đã phong sắc và cho xây dựng đền. Đến thế kỷ 19 nhà Nguyễn một lần nữa lại phong sắc công nhận đền Mẫu Âu Cơ.

## Kiến trúc
Đền Mẫu Âu Cơ là một công trình nghệ thuật kiến trúc có giá trị cao với các kết cấu kiến trúc đền chùa cổ, các pho tượng quý như tượng Âu Cơ, tượng Đức Ông, các bức chạm quý và nhiều cổ vật vô giá. Khu vực đền là một mảnh đất hình chữ nhật có chiều dài khoảng 200m và chiều rộng khoảng 150m với tường cao bao quanh.
Ngày 3/8/1991, đền Mẫu Âu Cơ đã được Bộ Văn hóa – Thông tin cấp bằng công nhận là Di tích lịch sử văn hóa quốc gia. 
Ngày 23/01/2017, Bộ Văn hóa - Thể thao và Du lịch đã ban hành quyết định số 217/QĐ-BVHTTDL, công nhận Tín ngưỡng thờ Mẫu Âu Cơ là di sản văn hóa phi vật thể quốc gia.
Hiện đền đang được triển khai xây dựng hồ sơ khoa học để đề nghị Thủ tướng Chính phủ xem xét quyết định xếp hạng là Di tích Quốc gia đặc biệt.

## Lễ hội
Ngày lễ chính của đền Mẫu Âu Cơ là ngày Tiên giáng mùng 7 tháng Giêng. Dân trong vùng từ lâu đã có câu ca lưu truyền: Mùng bảy trong tiết tháng Giêng, Dân Hiền lễ tế trống chiêng vang trời.... Lễ hội có lễ tế Thành Hoàng ở đình, rước kiệu từ đình vào đền, lễ dâng hương và lễ vật gồm 100 bánh ngọt, 100 phẩm oản, hoa quả. Lễ hội diễn ra trong 3 ngày liên tục từ mùng 7-9 tháng Giêng. Ngoài đền diễn ra các trò chơi dân tộc như đu tiên, cờ người, chọi gà, tổ tôm… Ngày thứ ba là lễ rước kiệu từ đền trở về đình để kết thúc lễ hội chào mừng Tiên giáng.
Các ngày lễ khác trong năm: ngày 11-12 tháng Hai, ngày 12 tháng Ba, ngày 13 tháng Tám, ngày Tiên thăng 25 tháng Chạp

## Hình ảnh

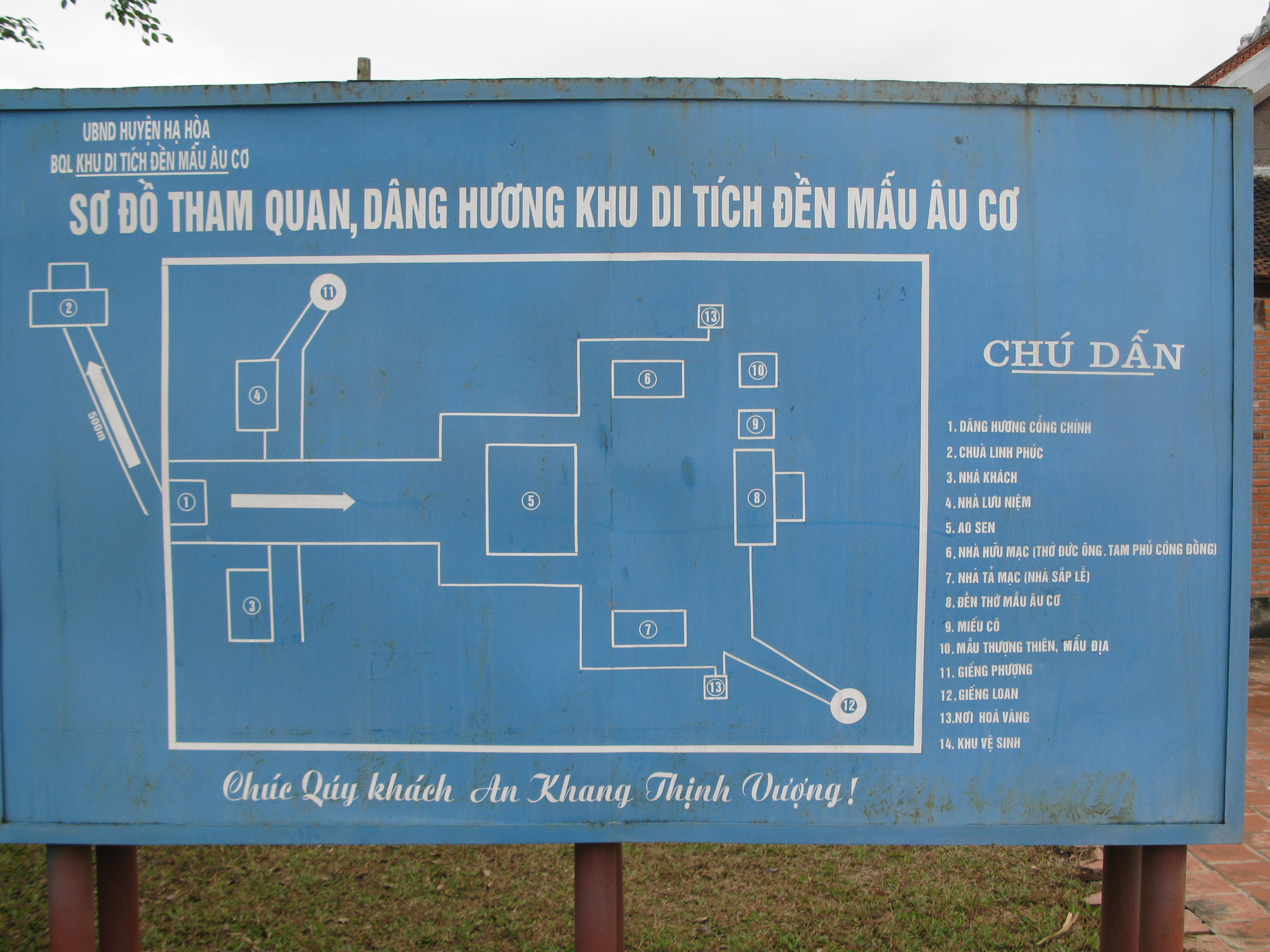
Sơ đồ khu đền
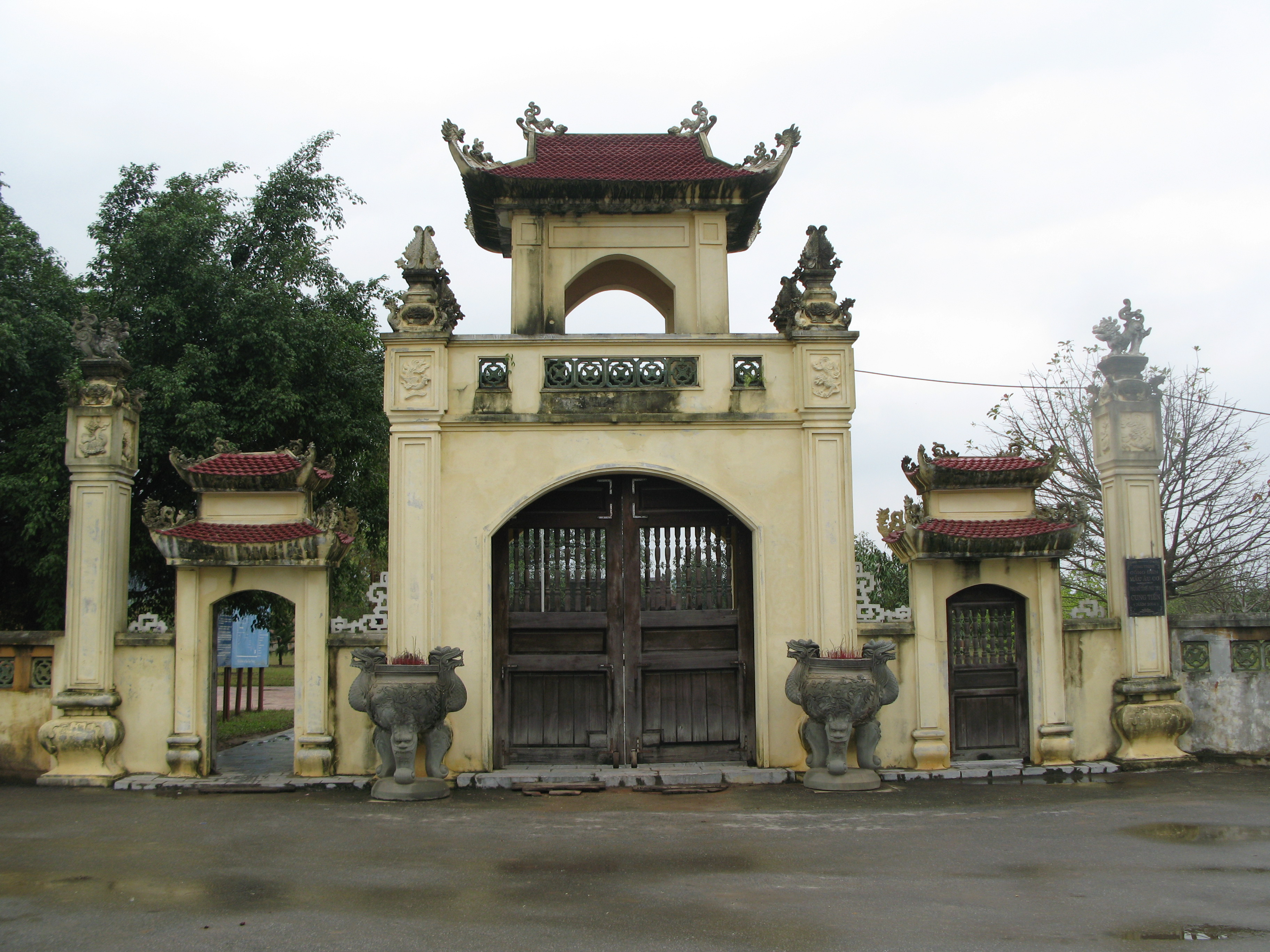
Cổng Tam quan
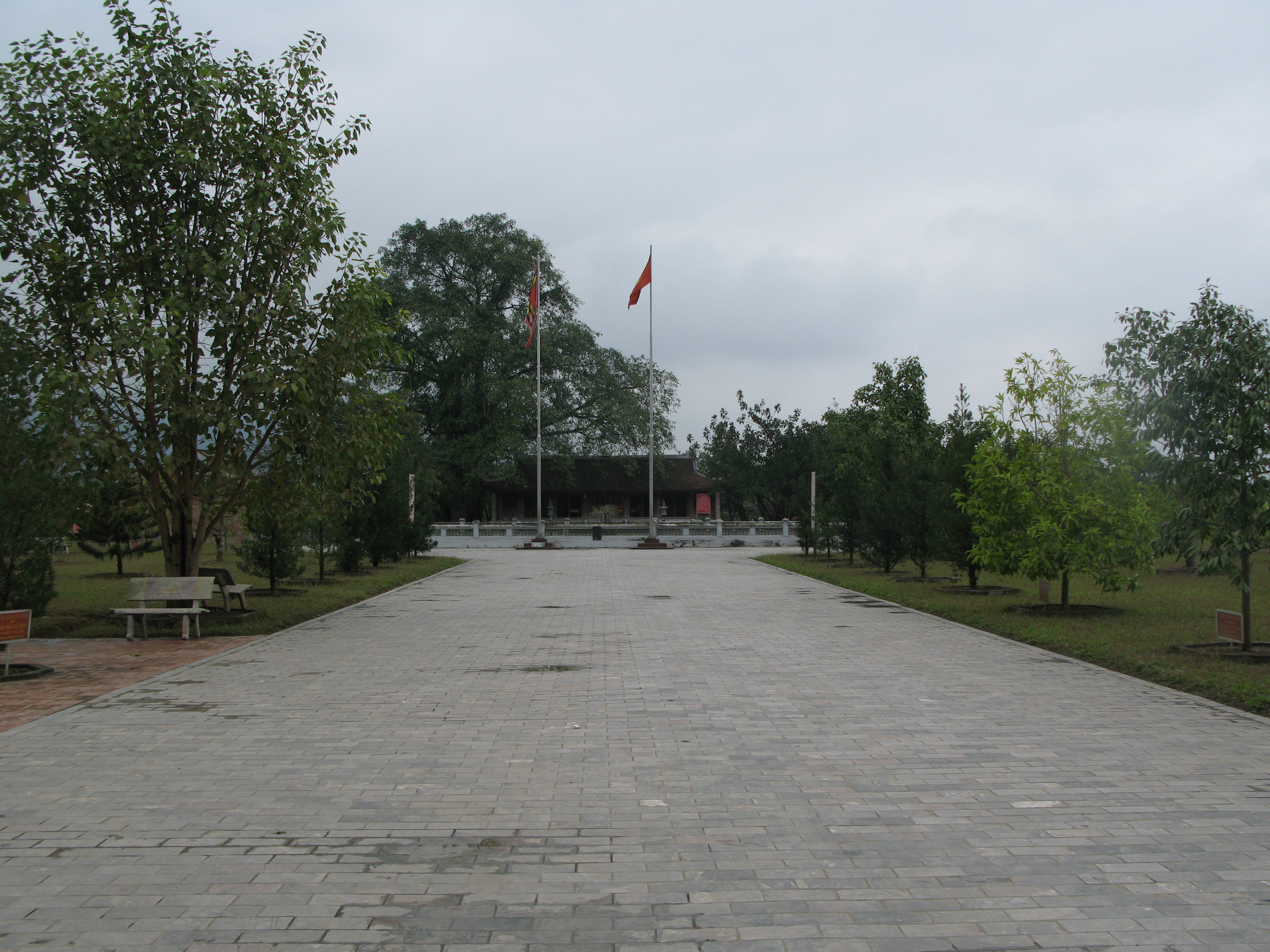
Đường chính vào đền
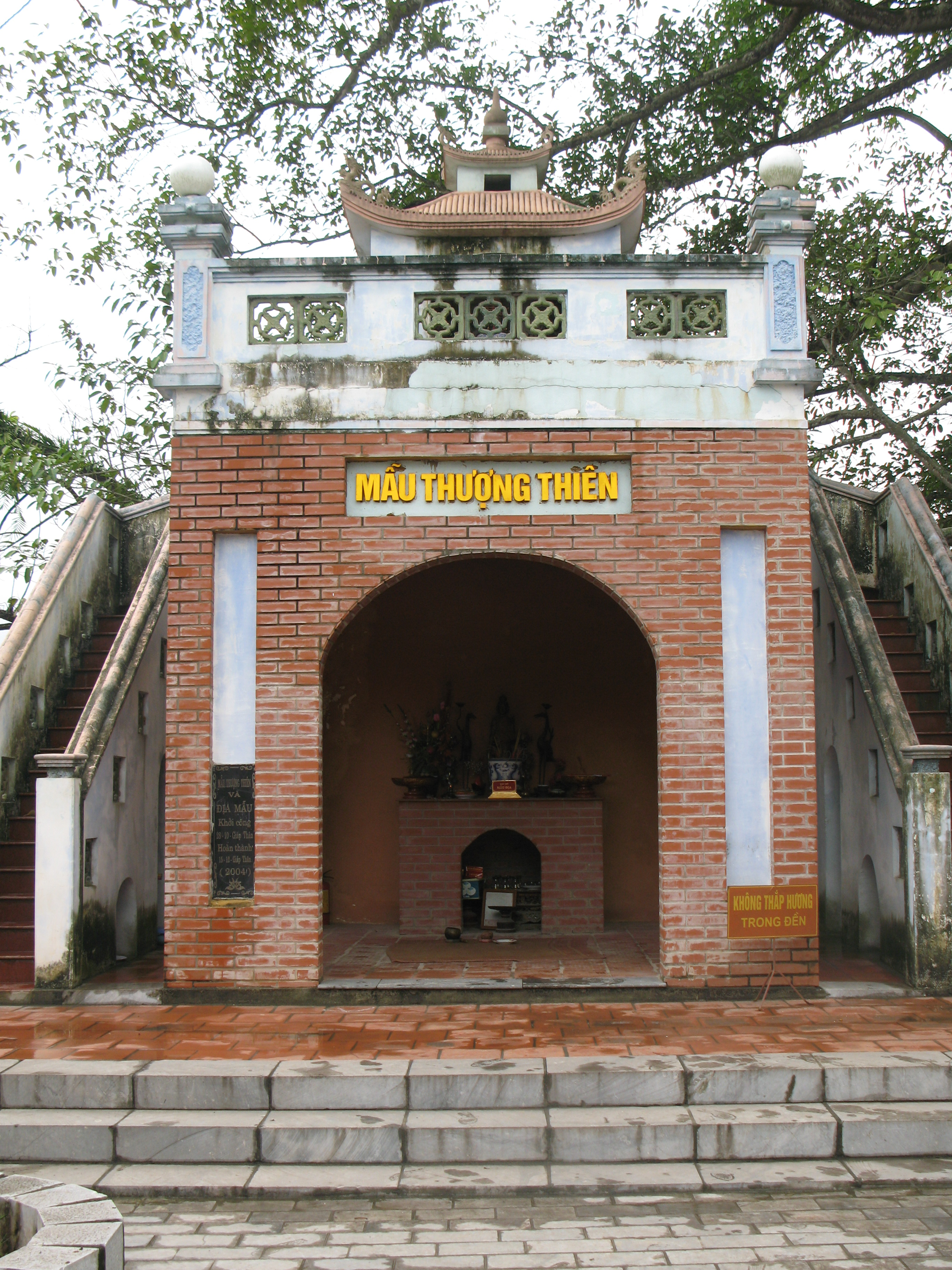
Đền Mẫu Thượng Thiên
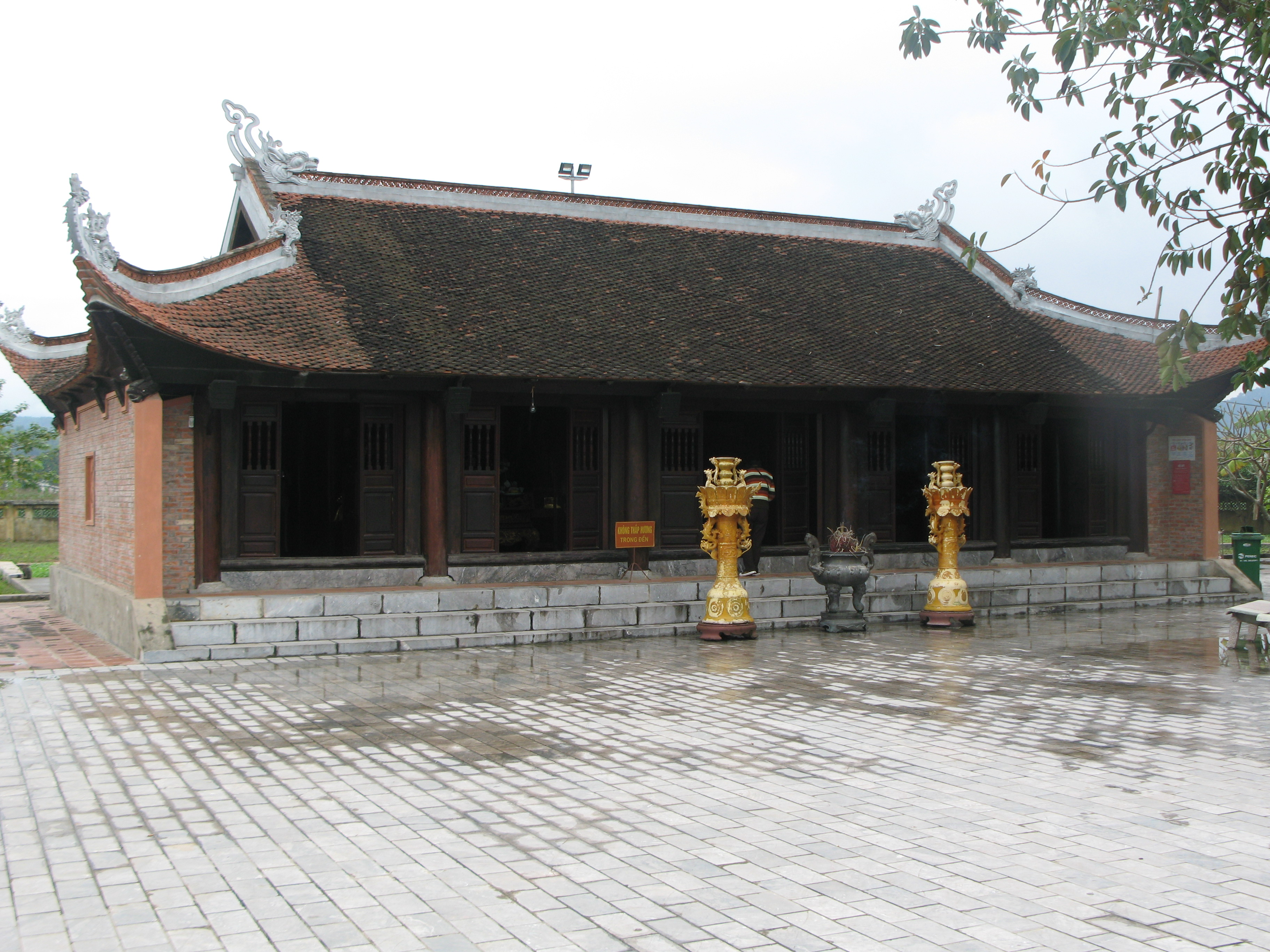
Nhà Hữu Mạc
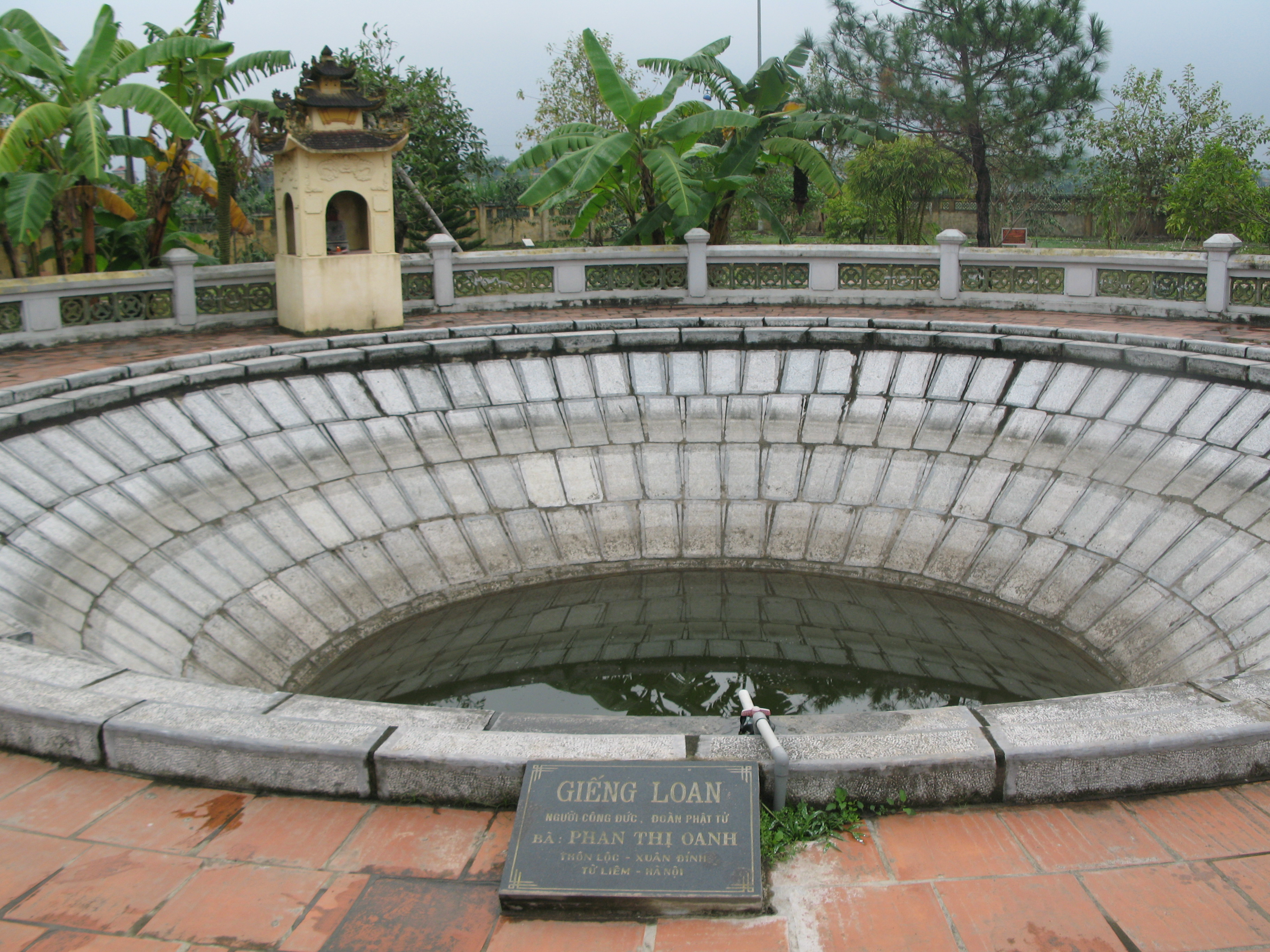
Giếng Loan
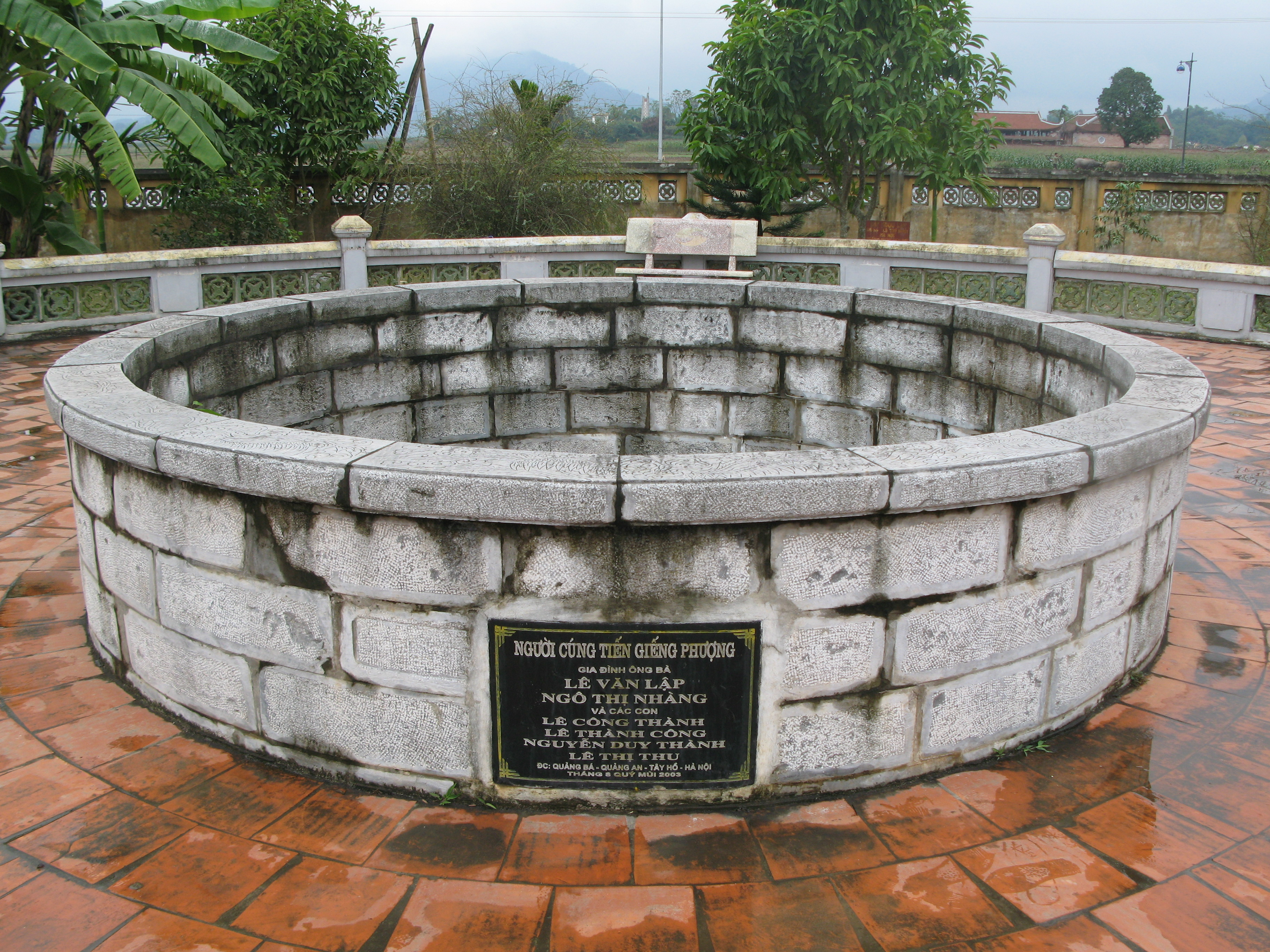
Giếng Phượng
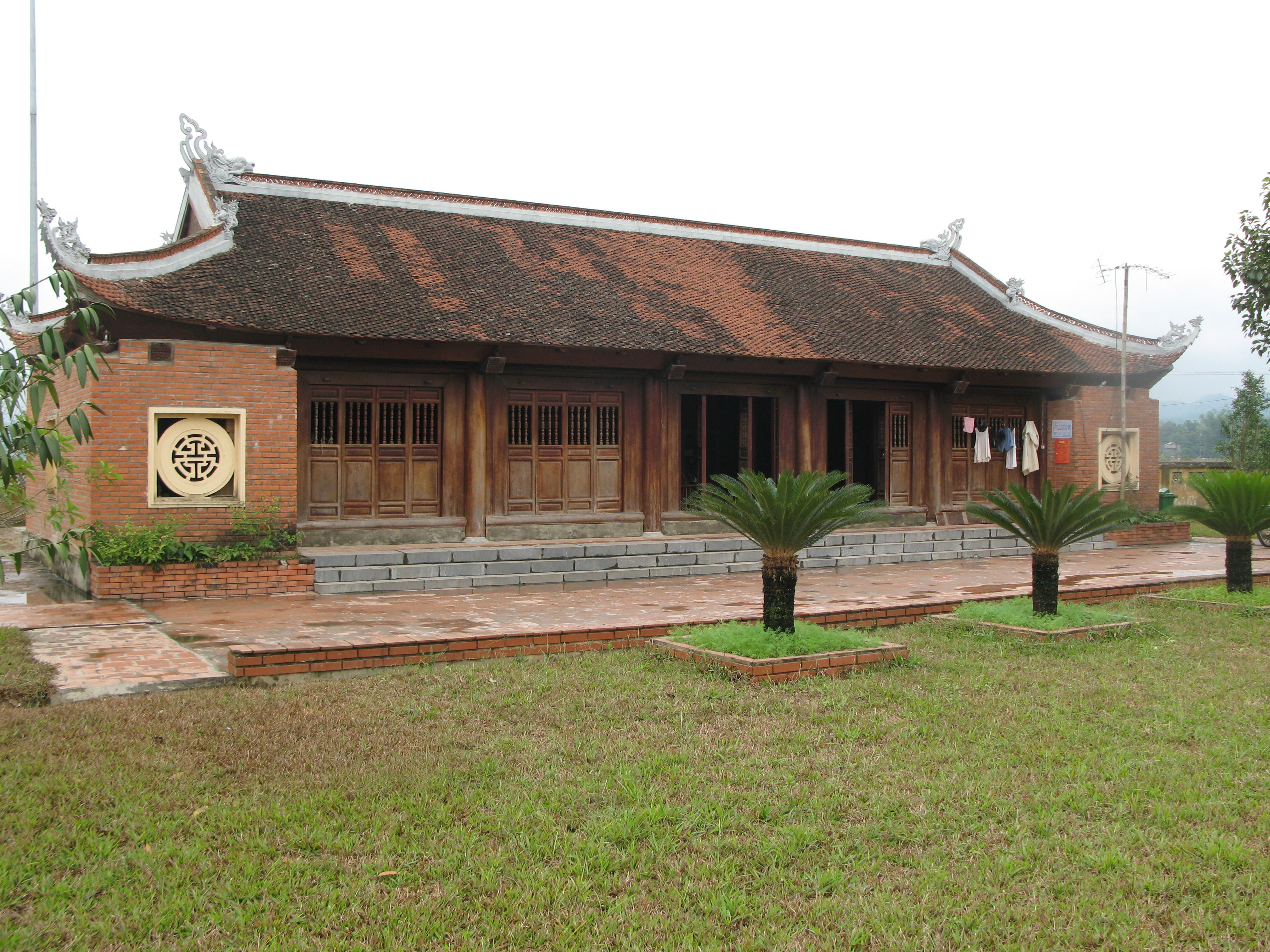
Nhà lưu niệm
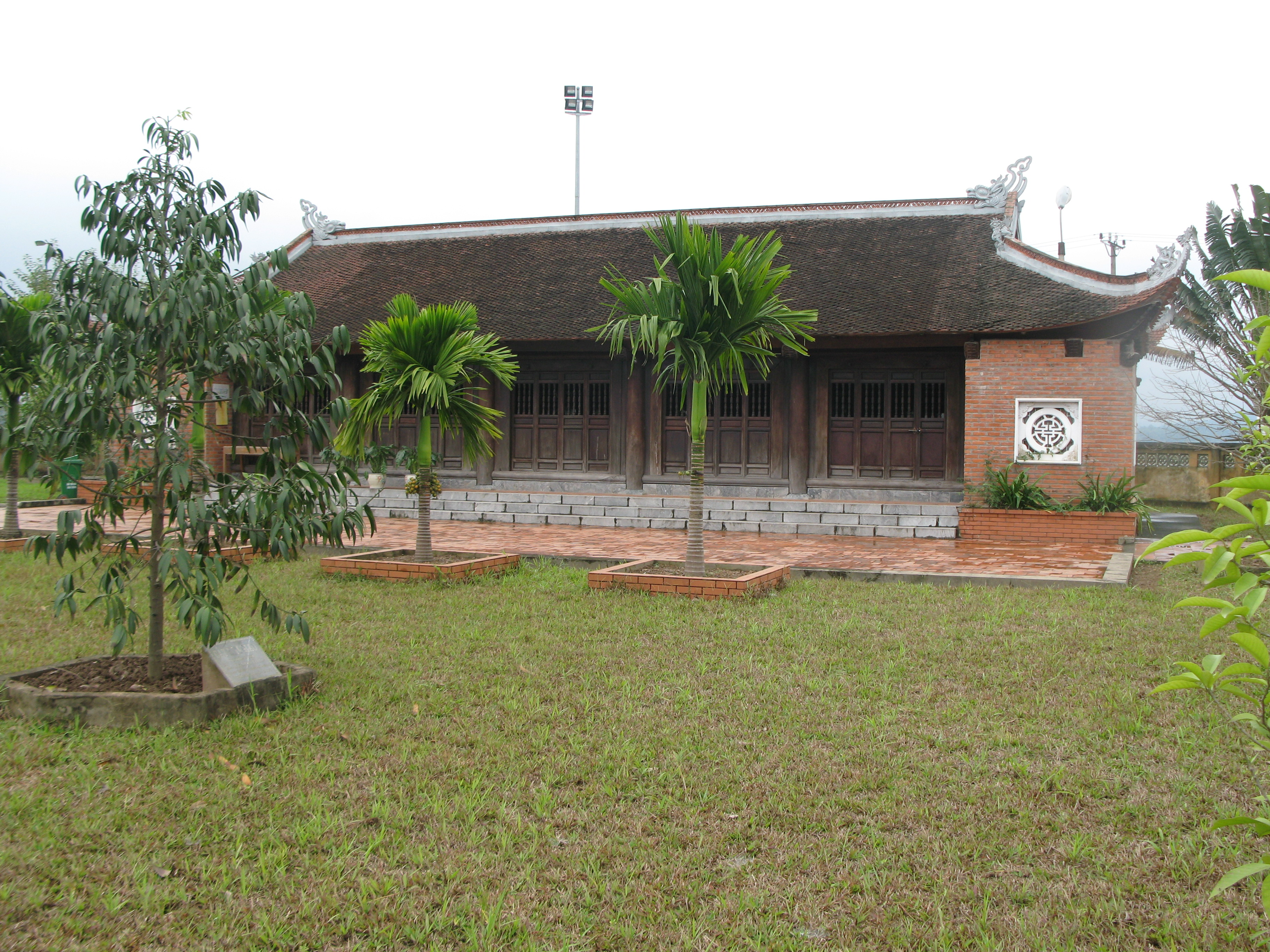
Nhà khách